# Rougeotia abyssinica
Rougeotia abyssinica là một loài bướm đêm trong họ Noctuidae.